# ОКВ

Прапор керівника Верховного командування вермахту (1941—1945)

ОКВ (нім. Oberkommando der Wehrmacht (OKW)) — Верховне командування вермахту (збройних сил Третього Рейху), центральний елемент керівної структури збройних сил Німеччини в період Другої світової війни.

## Створення
Верховне командування вермахту було утворене 4 лютого 1938 року після ліквідації військового міністерства (Reichskriegsministerium). Цей крок зазвичай розглядається в контексті бажання фюрера Третього Рейху Адольфа Гітлера отримати повноту влади над прийняттям військових рішень. Керівником ОКВ був призначений генерал-фельдмаршал Вільгельм Кейтель, який, незважаючи на численні розбіжності в поглядах з Гітлером, обіймав цю посаду протягом усього періоду існування Верховного командування (до травня 1945 року).

## Структура

Прапор керівника Верховного командування вермахту (1938—1941)

Формально ОКВ здійснювало керівництво та координацію діяльності верховних командувань окремих видів збройних сил:
- ОКГ — (нім. Oberkommando des Heeres) Верховне командування сухопутними військами;
- ОКЛ — (нім. Oberkommando der Luftwaffe) Верховне командування люфтваффе (військово-повітряними силами);
- ОКМ — (нім. Oberkommando der Marine) Верховне командування кріґсмаріне (військово-морським флотом).

Однак на практиці ОКВ мало обмежений вплив на командування окремих видів збройних сил, що стало очевидним у грудні 1941 року, коли після невдалого наступу на Москву Вальтер фон Браухіч був зміщений з посади керівника Верховного командування сухопутними військами (ОКГ) і цю посаду обійняв безпосередньо Адольф Гітлер, фюрер і Верховний Головнокомандувач збройних сил Третього Рейху.
Апарат Верховного командування вермахту включав чотири департаменти:
- Штаб оперативного керівництва (нім. Wehrmacht-Führungsamt);
- Управління розвідки і контррозвідки (нім. Amt Ausland/Abwehr);
- Служба економіки оборони і озброєння (нім. Wirtschafts und Rüstungsamt);
- Департамент загальних питань (нім. Amtsgruppe Allgemeine Wehrmachtangelegenheiten).

## Діяльність

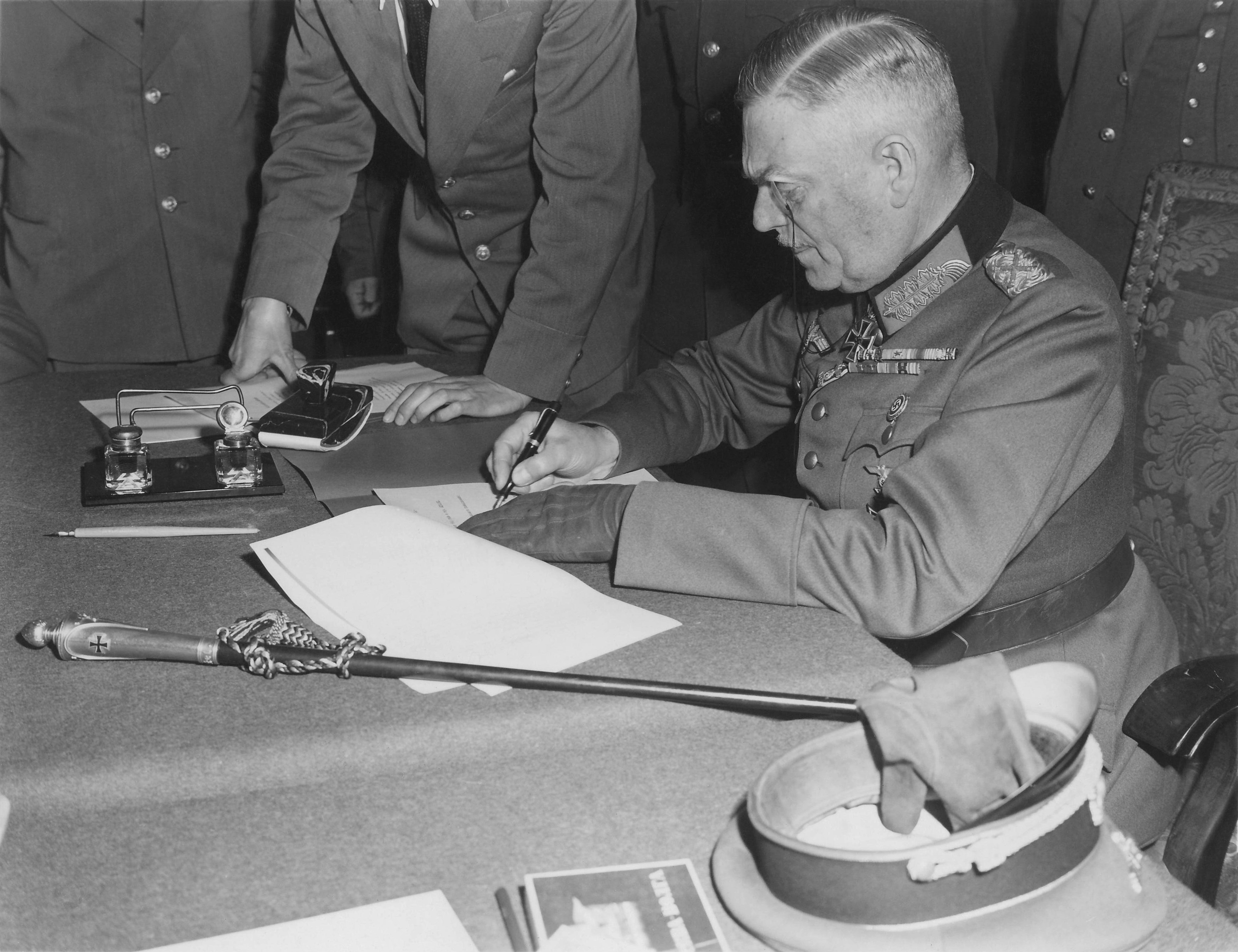
Керівник Верховного командування вермахту Кейтель підписує акт про беззастережну капітуляцію

Формальним призначенням ОКВ було виконання функцій Генерального штабу з координації дій сухопутних військ, авіації і флоту, однак на практиці Верховне командування вермахту було особистим штабом Гітлера, оформлюючи його військові плани в накази конкретним підрозділам та не маючи безпосереднього впливу на ці підрозділи. Однак, з розвитком війни Верховне командування вермахту почало отримувати більший контроль над військами, насамперед на Західному фронті. З 1942 року спостерігалося географічне розмежування повноважень ОКВ та очолюваного безпосередньо Гітлером Верховного командування сухопутних військ (ОКХ) — у той час як діяльність останнього дедалі більше зосереджувалася на Східному фронті, ОКВ отримувало дедалі більше повноважень по керівництву військовим діями на Західному фронті, в Африці, а пізніше й в Італії.

## Оцінка діяльності Міжнародним трибуналом
По завершенні Другої світової війни діяльність ОКВ та окремих його керівників була предметом розгляду в ході Нюрнберзького процесу. За підсумками процесу звинувачення щодо злочинності діяльності Верховного командування вермахту було відхилене. Водночас керівник ОКВ Вільгельм Кейтель та начальник штабу оперативного керівництва Альфред Йодль були визнані військовими злочинцями та засуджені до смертної кари через повішення, вирок виконаний 16 жовтня 1946 року.